# ふられてBANZAI
「ふられてBANZAI」（ふられてバンザイ）は、近藤真彦の6作目のシングルレコード。1982年3月31日に発売された。発売元はRVC（現：ソニー・ミュージックレーベルズ）。

## 解説
デビュー以来初めて、笑顔でのジャケット写真になった。
レーベルは前作と違い、通常色のRCAレーベル。

## 収録曲
- 両楽曲共に、作詞：松本隆／作曲：筒美京平

1. ふられてBANZAI（3分26秒）
編曲：後藤次利
2. スニーカーぶる～す（4分26秒）
編曲：戸塚修
  - 歌詞が1980年に発売されたデビューシングルとは全く異なっている。こちらのバージョンの歌詞が製作当初のものだった。そして編曲が、原曲の馬飼野康二から戸塚修に変更されている。

## カバー
- 斎藤清六（1982年、アルバム『なんなんなんだ!?』収録）